# Staffan Tapper
Staffan Tapper (Malmö, 10 luglio 1948) è un ex calciatore svedese, di ruolo centrocampista.

## Biografia
È figlio di Börje Tapper, attaccante del Malmö e della Nazionale negli anni cinquanta.

## Carriera

### Club
Svolse la propria carriera nel Malmö, esordendo in prima squadra durante la stagione 1967. Dopo aver vinto un totale di nove titoli nazionali (di cui cinque campionati e quattro edizioni della coppa nazionale) e disputato uno spezzone della finale di Coppa dei Campioni 1978-79, al termine della stagione 1979 (l'unica in cui indossò la fascia di capitano) si ritirò dal calcio giocato.

### Nazionale
Regolarmente convocato in Nazionale, tra il 1971 e il 1978 disputò 36 incontri segnando tre reti, partecipando alle fasi finali dei Mondiali del 1974 e del 1978.

### Dopo il ritiro
Abbandonato il calcio giocato, Tapper ricoprì alcuni incarichi nello staff tecnico del Malmö, fra cui quello di responsabile nel settore giovanile

## Statistiche

### Presenze e reti nei club[5][6]
| Stagione        | Squadra         | Campionato      | Campionato | Campionato | Coppe nazionali | Coppe nazionali | Coppe nazionali | Coppe continentali | Coppe continentali | Coppe continentali | Totale | Totale |
| Stagione        | Squadra         | Comp            | Pres       | Reti       | Comp            | Pres            | Reti            | Comp               | Pres               | Reti               | Pres   | Reti   |
| --------------- | --------------- | --------------- | ---------- | ---------- | --------------- | --------------- | --------------- | ------------------ | ------------------ | ------------------ | ------ | ------ |
| 1967            | Malmö FF        | A               | 4          | 1          | CS              | ?               | ?               | -                  | -                  | -                  | 4+     | 1+     |
| 1968            | Malmö FF        | A               | 7          | 9          | -               | -               | -               | CF+CI              | 1+1                | 0+1                | 9+     | 10+    |
| 1969            | Malmö FF        | A               | 21         | 12         | CS              | ?               | ?               | CC                 | 2                  | 0                  | 23+    | 12+    |
| 1970            | Malmö FF        | A               | 19         | 2          | CS              | ?               | ?               | CF+CI              | 2+2                | 0+0                | 23+    | 2+     |
| 1971            | Malmö FF        | A               | 20         | 4          | CS              | ?               | ?               | CF+CI              | 1                  | 0                  | 23+    | 4+     |
| 1972            | Malmö FF        | A               | 22         | 6          | CS              | ?               | ?               | CC                 | 2                  | 1                  | 24+    | 6+     |
| 1973            | Malmö FF        | A               | 26         | 4          | CS              | ?               | ?               | CC                 | 2                  | 1                  | 28+    | 5+     |
| 1974            | Malmö FF        | A               | 23         | 1          | CS              | ?               | ?               | CC                 | 4                  | 3                  | 27+    | 4+     |
| 1975            | Malmö FF        | A               | 26         | 1          | CS              | ?               | ?               | CC                 | 6                  | 0                  | 32+    | 1+     |
| 1976            | Malmö FF        | A               | 15         | 0          | CS              | ?               | ?               | CC+CI              | 4+2                | 0+2                | 21+    | 2+     |
| 1977            | Malmö FF        | A               | 9          | 0          | CS              | ?               | ?               | -                  | -                  | -                  | 9+     | 0+     |
| 1978            | Malmö FF        | A               | 15         | 1          | CS              | ?               | ?               | -                  | -                  | -                  | 15+    | 1+     |
| 1979            | Malmö FF        | A               | 13         | 1          | CS              | ?               | ?               | CC                 | 9                  | 0                  | 22+    | 1+     |
| Totale Malmö    | Totale Malmö    | Totale Malmö    | 220        | 42         |                 | ?               | ?               |                    | 40                 | 8                  | 260+   | 50+    |
| Totale carriera | Totale carriera | Totale carriera | 220        | 42         |                 | ?               | ?               |                    | 40                 | 8                  | 260+   | 50+    |

## Palmarès
- Campionato svedese: 5

1970, 1971, 1974, 1975, 1977
- Coppa di Svezia: 4

1973, 1974, 1975, 1978